# El Piñal, Guerrero
El Piñal är en ort i Mexiko.   Den ligger i kommunen Ayutla de los Libres och delstaten Guerrero, i den södra delen av landet, 280 km söder om huvudstaden Mexico City. El Piñal ligger 686 meter över havet och antalet invånare är 130.
Terrängen runt El Piñal är huvudsakligen kuperad, men åt nordost är den bergig. Terrängen runt El Piñal sluttar västerut. Runt El Piñal är det ganska tätbefolkat, med 58 invånare per kvadratkilometer. Närmaste större samhälle är Ayutla de los Libres, 6,0 km väster om El Piñal. I omgivningarna runt El Piñal växer huvudsakligen savannskog.